# Andrea Ódor
Andrea Ódor (* 18. November 1975 in Budapest) ist eine ehemalige ungarische Badmintonspielerin.

## Karriere
1992 erkämpfte Ódor drei Titel bei den nationalen Juniorenmeisterschaften. 1993 und 1994 gewann sie jeweils zwei Titel. Ihren ersten Titel bei den Erwachsenen holte sie sich im letztgenannten Jahr im Mixed mit György Vörös. Ein Jahr später siegte sie mit Gyula Szalai. 1999 erkämpfte sie sich ihren einzigen Titel im Dameneinzel.
International war sie 1992 in der Slowakei im Damendoppel erfolgreich.
Höhepunkt der Karriere von Andrea Ódor war die Teilnahme an den Olympischen Spielen 1996, wo sie nach einem Freilos in Runde 1 im Dameneinzel in der zweiten Runde ausschied. 

## Erfolge
| Saison | Veranstaltung                              | Disziplin   | Sieger                           |
| ------ | ------------------------------------------ | ----------- | -------------------------------- |
| 1992   | Ungarn: Einzelmeisterschaften der Junioren | Dameneinzel | Andrea Ódor                      |
| 1992   | Ungarn: Einzelmeisterschaften der Junioren | Damendoppel | Andrea Ódor / Melinda Keszthelyi |
| 1992   | Ungarn: Einzelmeisterschaften der Junioren | Mixed       | Richárd Bánhidi / Andrea Ódor    |
| 1993   | Ungarn: Einzelmeisterschaften der Junioren | Damendoppel | Andrea Ódor / Melinda Keszthelyi |
| 1993   | Ungarn: Einzelmeisterschaften der Junioren | Dameneinzel | Andrea Ódor                      |
| 1993   | Slowakei: Internationale Meisterschaften   | Damendoppel | Adrienn Kocsis / Andrea Ódor     |
| 1994   | Ungarn: Einzelmeisterschaften der Junioren | Damendoppel | Andrea Ódor / Szilvia Szombati   |
| 1994   | Hungarian Juniors                          | Mixed       | Balázs Szabó / Andrea Ódor       |
| 1994   | Hungarian Juniors                          | Dameneinzel | Andrea Ódor                      |
| 1994   | Ungarn: Einzelmeisterschaften der Junioren | Dameneinzel | Andrea Ódor                      |
| 1994   | Ungarn: Einzelmeisterschaften              | Mixed       | György Vörös / Andrea Ódor       |
| 1995   | Ungarn: Einzelmeisterschaften              | Mixed       | Gyula Szalai / Andrea Ódor       |
| 1999   | Ungarn: Einzelmeisterschaften              | Dameneinzel | Andrea Ódor                      |